# 니시타카야촌
니시타카야촌(일본어: 西高屋村)은 히로시마현 가모군에 있던 촌이다. 현재의 히가시히로시마시의 일부에 해당한다.

## 역사
- 1889년 4월 1일 - 정촌제 시행에 의해 가모군 니시타카야촌이 성립하였다.
- 1954년 3월 31일 - 히가시타카야촌과 합병, 다카야촌이 존속해 폐지되었다.

## 교통

### 철도
- 일본국유철도
  - 산요본선

## 참고문헌
- 角川日本地名大辞典 34 広島県
- 『市町村名変遷辞典』東京堂出版、1990年。